# Link Layer Discovery Protocol
Link Layer Discovery Protocol (LLDP) est un protocole de communication décrit par les standards IEEE 802.1AB et IEEE 802.3 (clause 79). Il permet aux équipements de réseau d'échanger leurs identités et leurs capacités (autonégociation, taille de trame maximale, etc.) sur un réseau local, le plus souvent un réseau Ethernet, et ainsi de découvrir la topologie du réseau de proche en proche.
Il tend à remplacer un bon nombre de protocoles propriétaires (Cisco CDP, Extreme EDP, Microsoft LLTP, etc.), pour de meilleures échanges entre les équipements des différents constructeurs.
LLDP est un protocole de couche liaison de données (couche no 2 du modèle OSI). Il peut être encapsulé dans une trame Ethernet en précisant l'EtherType 0x88CC.

## Principe
LLDP est un protocole ouvert constitué de :
- un entête et une fin de message fixe ;
- un ensemble de conteneurs d'information (TLV).

L'intérêt de LLDP vient du modèle ouvert de gestion des TLV : 
1. si un équipement de transit reçoit un message LLDP, il le lit dans son intégralité, et interprète tous les TLV qu'il peut interpréter ;
2. s'il lit un TLV qu'il ne sait pas interpréter, il le conserve tel quel dans le message et ne le prend pas en compte localement ;
3. il retransmet ensuite le message originel en modifiant les TLV interprétés s'il y a besoin de les modifier, et les TLV non interprétés en les laissant tel quels.

## Extension MED
Media Endpoint Discovery (découverte des médias de points terminaux) ou LLDP-MED est une amélioration servant à certains terminaux comme ceux de voix sur IP. Elle a été approuvée par le Telecommunications Industry Association (en) (TIA) en avril 2006 sous la norme ANSI/TIA-1057.

## Implémentations libres
- OpenLLDP : implémentation libre, pour Linux, FreeBSD, NetBSD, MacOS[2] ;
- lldpd : autre implémentation libre pour systèmes libres, tels que Linux, FreeBSD, NetBSD, OpenBSD, macOS[3] ;
- ldavd : autre implémentation libre [4].